# Conde-Duque-Kulturzentrum

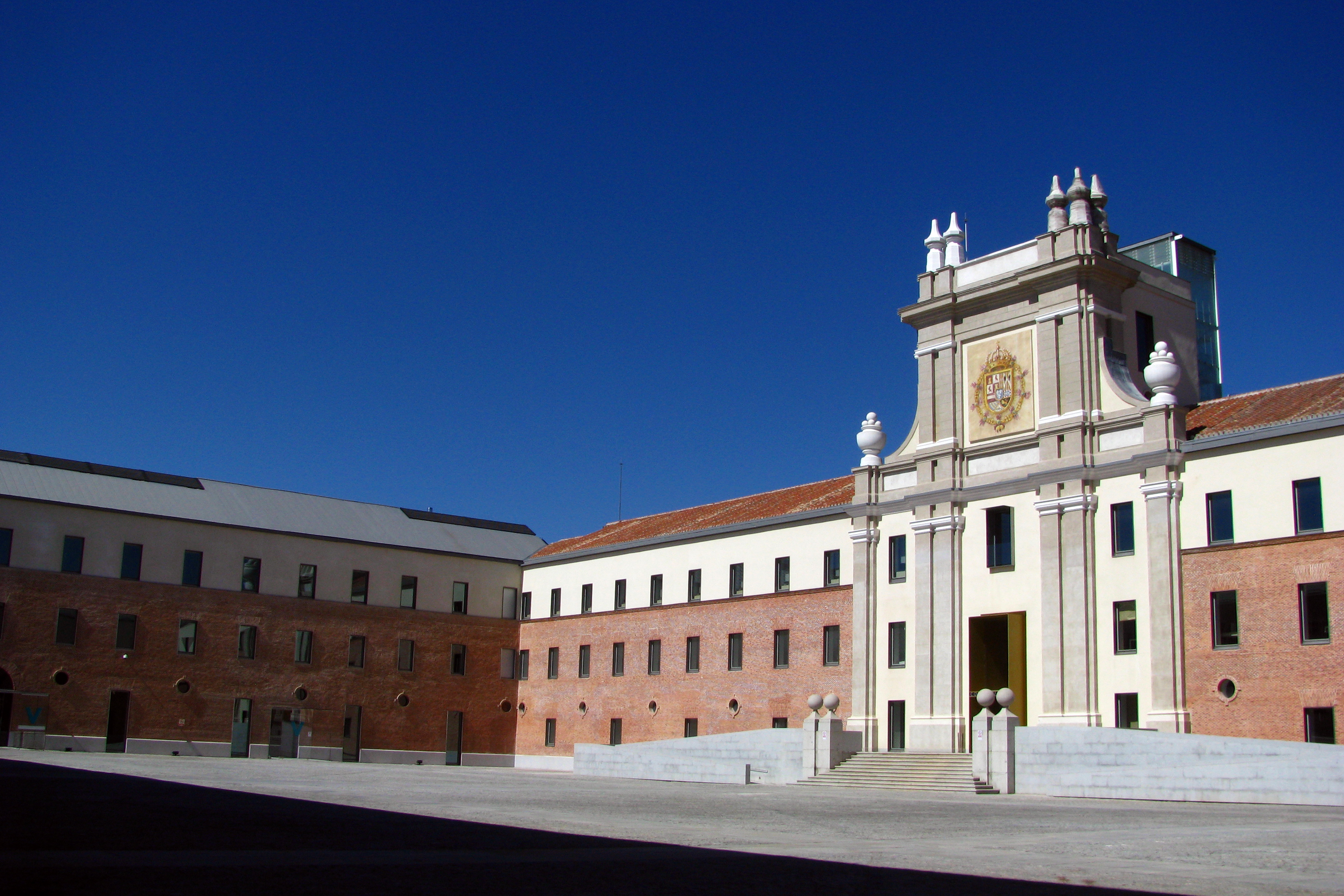
Ansicht des Innenhofs des Kulturzentrums

Das Conde-Duque-Kulturzentrum (spanisch Centro Cultural Conde-Duque) in Madrid ist ein kommunales Kulturzentrum für bildende und darstellende Gegenwartskunst und Sitz verschiedener Archive und Bibliotheken. Das Zentrum ist in der Straße Conde Duque in der ehemaligen Conde-Duque-Kaserne (Cuartel del Conde-Duque) angesiedelt, einem monumentalen barocken Gebäudekomplex des frühen 18. Jahrhunderts des Architekten Pedro de Ribera.

## Gebäude

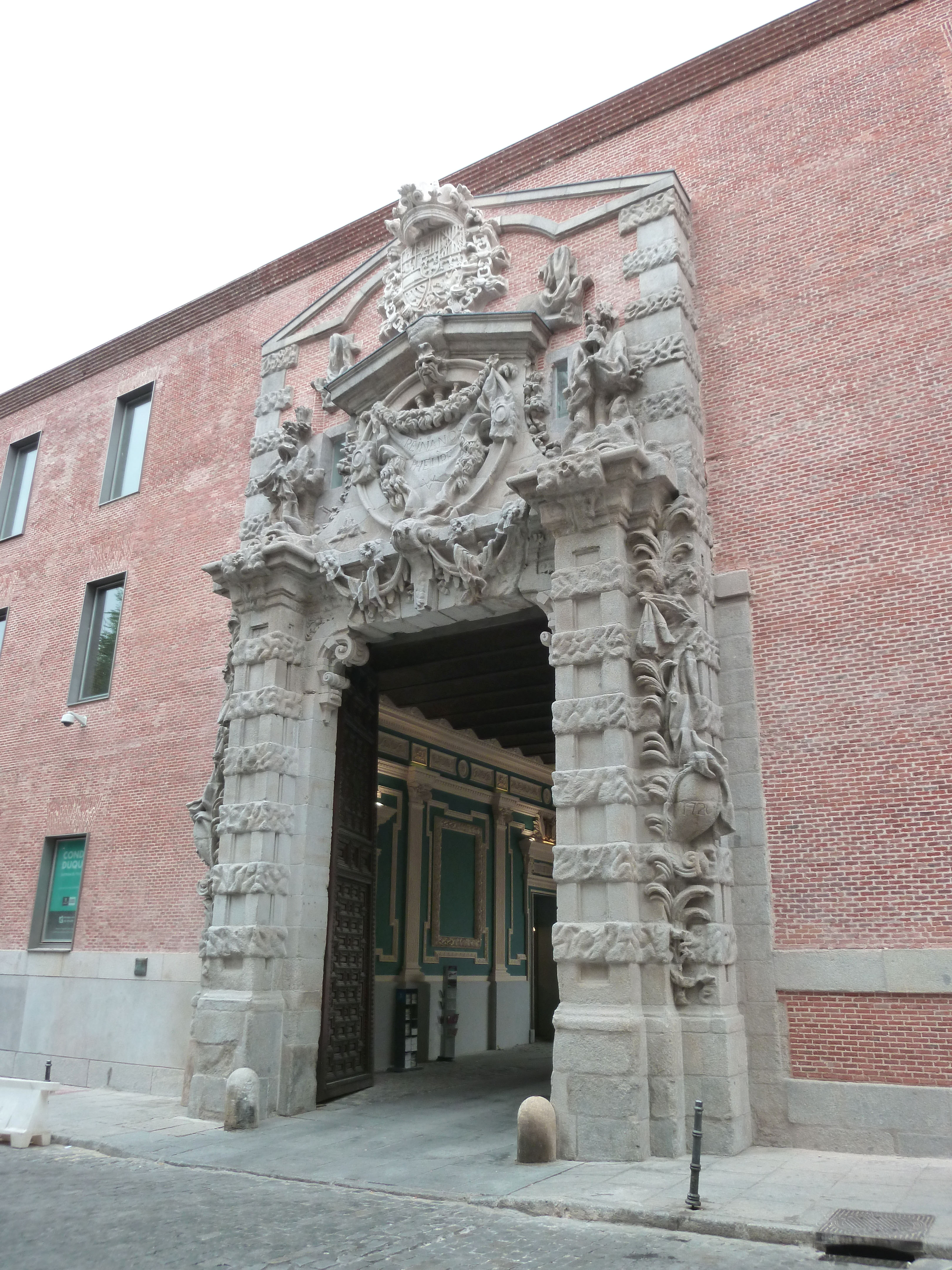
Barockfassade im spätbarocken Churriguera-Stil

Der erste spanische Bourbonenkönig, Felipe V., ließ den Architekten Pedro de Ribera ab Ende 1717 am damaligen Stadtrand unweit des Königspalasts eine Kaserne mit Platz für „600 Gardesoldaten und 400 Pferde“ seiner Eliteeinheit Guardias de Corps errichten. Das Gebäude galt als eines der letzten großen Beispiele der Barockarchitektur vor der Einführung des italienischen Stils wie beispielsweise beim Neubau des Königspalastes (1738–1755). Pedro de Ribera entwarf ein großes Gebäude mit rechteckigem Grundriss, um Funktionalität mit Ästhetik in Einklang zu bringen. Es war lange Zeit das größte Gebäude der Hauptstadt mit einer Fläche von mehr als 25.000 m², einer 228 m langen Fassaden, einer monumentalen Barockfassade im spätbarocken Churriguera-Stil, einem großen zentralen Hof, zwei Seitenhöfen und großräumigen Stallungen. 1730 war die Kaserne weitgehend fertiggestellt.
Im 19. Jahrhundert diente der Gebäudekomplex als Militärakademie, als astronomisches Observatorium und als Teil eines optischen Telegrafensystems (einer der Türme diente als Fernschreiberturm 1 der Verbindung durch Kastilien nach Irún an der französischen Grenze). Ein verheerendes Feuer im Jahr 1869 zerstörte die oberen Stockwerke und beinahe auch den Turm an der Westfassade (der auch als Gefängnis genutzt wurde) und führte danach zu einem zunehmenden Verfall des Gebäudes.
1969 übergab das Militär den Gebäudekomplex an die Stadtverwaltung von Madrid; dennoch wurde zeitweise ein Abriss erwogen, u. a. um hier einen Opernneubau zu erstellen. 1977 wurde das Gebäude unter Schutz gestellt und ab 1984 die Nutzung als Kulturzentrum eingeleitet. Ab 2004 wurde das Gebäude kernsaniert, wieder in den ursprünglichen Zustand versetzt und neu ausgebaut; die Neueröffnung erfolgte 2011.

## Heutige Nutzung
Das Gebäude beherbergt seit den 1990er Jahren Institutionen wie das Städtische Archiv von Madrid, die Städtische Historische Bibliothek, die Musikbibliothek Víctor Espinós, die Städtische Zeitungsbibliothek Madrid, eine Öffentliche Bibliothek Conde Duque oder das Museum für zeitgenössische Kunst; zudem verfügt das Zentrum über Ausstellungs- und Bühnen-/Aufführungsräume.